# Andrew Robertson (Marathonläufer)
Andrew „Andy“ Robertson (* 25. März 1957 in Kenia) ist ein ehemaliger britischer Marathonläufer.
1981 wurde er Zweiter beim Bermuda-Marathon. Danach siegte er beim Royal Air Force Marathon und beim Sandbach-Marathon mit seiner persönlichen Bestzeit von 2:14:23 h. Beim Europacup-Marathon kam er auf den 51. Platz.
1982 wurde er Zweiter beim Bermuda-Marathon, Dritter beim Westland-Marathon und gewann den Torbay-Marathon. 1983 siegte er beim Bermuda-Marathon, 1984 beim Bristol-Marathon und beim Florenz-Marathon.